# (12572) Sadegh
(12572) Sadegh est un astéroïde de la ceinture principale.

## Description
(12572) Sadegh est un astéroïde de la ceinture principale. Il fut découvert le 13 juillet 1999 à Socorro (Nouveau-Mexique) par le projet LINEAR. Il présente une orbite caractérisée par un demi-grand axe de 2,30 UA, une excentricité de 0,11 et une inclinaison de 4,1° par rapport à l'écliptique.

## Compléments